# ويلي ميلر (كرة سلة)
ويلي ميلر (بالتاغالوغية: Willie Miller)‏ مواليد 13 يوليو 1977 في الفلبين، هو لاعب كرة سلة فلبيني. بدأ مسيرته الاحترافية في سنة 1999. يبلغ طوله 5 قدم 11 بوصة (1.8 م). مثّل منتخب بلاده. لعب مع فرق مثل تي إن تي كاتروبا، ألاسكا أيسز، بارانجي جينبرا سان ميغيل، باراكو بول إنرجي.